# イタリア国鉄ETR460電車
イタリア国鉄ETR460電車(ETR 460)はフィアット（現在のアルストム）が1993年から製造したペンドリーノの名称で知られる電車方式の車体傾斜車両である。ジョルジェット・ジウジアーロがデザインを担当した。
ETR460電車は基本的には直流電化3kVのみ対応し直流専用電車で、直流電化3kVとスイス国内の交流電化15kV 16 2/3Hzに対応したETR470や直流3kVとイタリア国内の高速新線TAV新規開業区間の交流電化25kV 50Hzに対応したETR480など交直両用の形式とは異なっている。3編成のみトリノ~リヨン間でフランス国内まで運用されるためにフランス国鉄の直流電化1.5kVに対応する複電圧車だが、現在は運用されていない。その3編成のみETR463の形式が付与されている。ETR460は主にトレニタリアの高速列車ユーロスター・イタリアに使用され、現在はFrecciabianca（フレッチャビアンカ)「白い矢」として運用されており、イタリア国内が主な運行の範囲となっている。
ETR450と同様に強制車体傾斜車両であり、最大傾斜角度は8度で乗客の感じる遠心力を軽減する。曲線区間でも高速走行が可能となり、ETR460電車をベースに製造された車両がフィンランドやイギリス、スペイン、ポルトガルなど様々な国で使用されている。軌道側には高速新線の建設など特別な設備は求められないが、車体傾斜システムが複雑なため、車両の維持費用がかさむ欠点がある。油圧式の車体傾斜機構は先頭車の2つのジャイロスコープを利用して制御されている。曲線はカントで高くなっている外側の軌道によって検知されている。